# Скібнево
Скібнево (до 1 грудня 2008 року — Скибневе) — проміжна залізнична станція Південно-Західної залізниці на неелектрифікованій лінії Гречани — Ларга між роз'їздом Малиничі (8,5 км) та станцією Ярмолинці (20,7 км). Розташована неподалік села Розсоша Хмельницького району Хмельницької області.

## Історія
Станція відкрита 1914 року, одночасно з будівництвом залізничної лінії Гречани — Ларга. Збереглася стара вокзальна будівля. Скибнево — це ще й пристанційний населений пункт із населення понад 100 осіб.
З 1 грудня 2008 року змінена назва станції. На підставі статті 7 Статуту залізниць України та клопотання Південно-Західної залізниці станція Скибневе (код ЄМР 333806) перейменована українською мовою на Скібнево. Найменування зазначеної станції російською мовою та виконання нею операцій залишилися без змін.

## Пасажирське сполучення
На станції Скібнево зупиняються поїзди приміського сполучення напрямку Хмельницький — Гречани — Ларга.